# Paravoca
Paravoca là một chi nhện trong họ Amaurobiidae.